# جون دوهرتي
جون دوهرتي (بالإنجليزية: John Doherty)‏ هو لاعب كرة قاعدة أمريكي، ولد في 22 أغسطس 1951 في ووبرن في الولايات المتحدة.